# Арены Лютеции
Арены Лютеции (фр. Arènes de Lutèce) — во Франции древнейшая сохранившаяся постройка на территории Парижа, галло-романский амфитеатр I века, находится в 5-м городском округе улице Монж.

## История
Арена была сооружена в I веке и использовалась до III века. Во время представлений (театральные постановки, но также и кровавые бои) здесь размещались до 17 000 зрителей. С распространением христианства римские театры и цирки потеряли былое значение и, когда в III—IV веках в Европу вторглись гунны, Арены Лютеции совсем перестали использовать, а камни, из которых они были построены, пошли на сооружение городской стены и прочих укрепительных сооружений.
Долгое время руины находились под землёй, пока в 1869 году на этом месте не началось строительство омнибусного парка. В июле 1883 года Виктор Гюго в открытом письме городскому совету попросил взять Арены под защиту. Совет сразу же объявил античный амфитеатр историческим памятником.
В 1916 году было прекращено строительство омнибуспарка, и амфитеатр отреставрировали, насколько это оказалось возможным. Сейчас там можно увидеть даже клетки львов.
Ныне то, что сохранилось от галло-романского амфитеатра, является частью сквера, где гуляют местные жители и каждый день проходят тысячи туристов. По воскресным утрам на арене устраиваются матчи любительского футбола.

## Доступ
Доступ к древнеримскому амфитеатру в 5-м округе возможен через дом номер 49 на улице Монж (фр. rue Monge), либо через улицу Дез-Арэн (Аренную, фр. rue des Arènes) и сквер Капитан (фр. square Capitan). Амфитеатр открыт с 8:30 до 17:00 в зимнее время и до 21:00 в летнее; вход свободный.